# Morbihan
Morbihan (oznaka 56) je francoski departma ob Atlantskem oceanu, imenovan po manjšem Morbihanskem zalivu (malo morje), ki se zajeda v njegovo notranjost. Nahaja se v regiji Bretanji.

## Zgodovina
Morbihan je bil eden izmed prvih 83 departmajev, ki so jih ustanovili med francosko revolucijo 4. marca 1790. Ozemlje obsega del nekdanje zgodovinske pokrajine Bretanje.

## Geografija
Morbihan leži na jugu regije Bretanje ob Biskajskem zalivu. Na zahodu meji na departma Finistère, na severu na Côtes-d'Armor, na vzhodu na Ille-et-Vilaine, na jugovzhodu pa na departma regije Loire Loire-Atlantique.
Pomembnejše turistične zanimivosti so megaliti v Carnacu, otok Belle Ile in Morbihanski zaliv. V zalivu je veliko gojišč ostrig, priljubljen pa je tudi med jadralci.